# Comuna Dobreatîn, Mlîniv
Dobreatîn (în ucraineană Добрятин) este o comună în raionul Mlîniv, regiunea Rivne, Ucraina, formată din satele Dobreatîn (reședința), Novîna-Dobreatînska, Ostriiv și Travneve.

## Demografie
Componența lingvistică a comunei Dobreatîn
     Ucraineană (99,29%)
     Alte limbi (0,71%)
Conform recensământului din 2001, majoritatea populației comunei Dobreatîn era vorbitoare de ucraineană (99,29%), existând în minoritate și vorbitori de alte limbi.